# 張意
張意（1504年—？），字誠之，號餘峰，直隸蘇州府崑山縣人，匠籍，明朝政治人物。

## 生平
嘉靖七年（1528年）戊子科應天府鄉試第一百二十八名舉人。嘉靖八年（1529年）中式己丑科會試第一百三名，登第二甲第四十名進士。授工部主事，奉敕采木荆楚。升郎中，工成，进两阶，升山东副使。十九年十二月被罢官。

## 家族
曾祖張思明；祖父張繪；父張禎。嫡母朱氏；生母丁氏。永感下。兄张性；张情，贡士；弟张心。